# المدرسة السعودية (بيشة)
المدرسة السعودية (بيشة)، من المدارس التي افتتحتها مديرية المعارف العامة سنة 1354هـ، وهي أول مدرسة سعودية نظامية في المنطقة الجنوبية.

## تطور المدرسة
ظلت تحتفظ باسم مدرسة بيشة حتى بعد عهد الملك عبدالعزيز آل سعود رحمهُ الله، وقد كانت جميع المكاتبات توجه باسم مدير المدرسة ومن أبرزها تعميم وكيل وزارة المعارف رقم 10168 /3 في 21/ 5 /1376هـ تحمل النص التالي: «مدير مدرسة بيشة بعد التحية.اقتضت المصلحة العامة ربط مدارس طرفكم بإدارة تعليم أبها؛ فاعتمدوا الاتصال بالإدارة في شؤون مدرستكم من رواتب وخلافها مع تلقيكم التوجيهات منها ودمتم.وكيل وزارة المعارف».

## دفعات المدرسة
- في سنة افتتاحها عام 1354هـ بلغ عدد طلاب أول دفعة من مدرسة بيشة حوالي العشرة.
- بلغ عدد المدارس الابتدائية التي نشأت تباعاً بعد مدرسة بيشة في عام 1373هـ ست مدارس هي: مدرسة بيشة، ومدرسة سبت العلايا، ومدرسة شمران، ومدرسة النقيع، ومدرسة الرقيطاء، ومدرسة نمران.[3]

## مبنى المدرسة
في مدرسة بيشة كانت المدارس آنذاك مبنية من الطين، ويتكون كل مبنى من غرف مربعة الشكل، وبعض الغرف من غير أبواب على نظام المصابيح مفتوحة واجهاتها الأمامية، وقد كان مكتب المدير دكة من الطين، وعليها خصاف من السعف يقع في حوض المدرسة، وكان كرسي المعلم عبارة عن حجرين أحدهما فوق الآخر يجلس معلم المدرسة عليه وطلابه أمامه على الأرض.

## انظر ايضاً
- بيشة
- قائمة المدارس في السعودية